# Kai Owen
Kai Owen (Llanrwst, 4 de septiembre de 1975) es un actor británico de teatro y televisión, conocido para la audiencia de Gales por sus numerosos papeles en lengua galesa, y para el resto del mundo por su interpretación de Rhys Williams en Torchwood.

## Vida personal
Owen nació en el pueblo de Llanrwst en el Conwy Valley en el Norte de Gales, donde aún reside su familia. Su padre es un oficial de la GMB union y su madre Yvonne es limpiador en el British Legion Club. Estudió en la Watling Street Primary School, en Llanrwst y en Ysgol Dyffryn Conwy.
Asistió tres años a la Mountview Theatre School en Londres, y se graduó en 1998. Owen vivió con su prometida también actriz Sarah Wilson al este de Finchley, en Londres, y en 2010 se mudó con su hijo Bobby a Warwickshire. Durante 2011, estuvo residiendo en West Hollywood en California mientras rodaba Torchwood: El día del milagro.
En 2009 corrió en la maratón de Londres a favor de niños con cáncer, y también corrió en la de Virgin London el 25 de abril de 2010. Es uno de los dueños del Llandudno Youth Musical Theatre.

## Carrera televisiva
Saltó a la fama como Kev, un homosexual en Tipyn O Stad, emitido en el canal de lengua galesa S4C. Fue miembro regular en varias temporadas (52 episodios) de esta popular serie galesa. También apareció en Treflan como Bob Lewis. En 2009 apareció como Harri en la segunda temporada de Y Pris y como el violento Craig Turner en Pobol Y Cwm.
La primera aparición de Owen en la televisión de habla inglesa llegó en 2001, cuando interpretó a Buster Edwards en el episodio Dog Dago Afternoon de la serie Fun at the Funeral Parlour. En 2003 apareció como invitado en un episodio de la serie de BBC One Casualty. En 2005, interpretó a Dave 'Shirner' Own en los seis episodios de la serie Rocket Man, una serie de BBC One sobre un hombre que intenta lanzar las cenizas de su mujer fallecida al espacio.
En 2006, Owen debutó como el personaje recurrente Rhys Williams en Torchwood, un spin-off de la serie de ciencia ficción Doctor Who, el papel que le ha dado más renombre. Fue elevado a la categoría de protagonista a partir de la tercera temporada, emitida en 2009, reflejando el crecimiento de su personaje en la serie. Volvió a interpretar el papel una vez más en la cuarta temporada, Torchwood: El día del milagro, emitida el verano de 2011.
En 2011, Owen apareció en el primer episodio de la tercera temporada de Being Human como Bob. También apareció en el 14º episodio de la longeva serie dramática escolar Waterloo Road como el exjugador de rugby Ken Watling. Apareció en un episodio de la serie de 2012 de Kay Mellor The Syndicate, emitida en BBC One.

## Filmografía selecta

### Televisión
| Año(s)      | Título                     | Papel               | Notas                                 |
| ----------- | -------------------------- | ------------------- | ------------------------------------- |
| 2001        | Fun at the Funeral Parlour | P.C Hertz           | episodio The Jaws of Doom             |
| 2003        | Casualty                   | Danny               | episodio Stuck in the Middle with You |
| 2005        | Rocket Man                 | David 'Shiner' Owen | Seis episodios;protagonista           |
| 2006 - 2011 | Torchwood                  | Rhys Williams       | Protagonista                          |
| 2011        | Being Human                | Bob                 | Episodio 3.1 - Lia                    |
| 2011        | Waterloo Road              | Ken Watling         | Episodio 7.14                         |
| 2012        | The Syndicate              | Gareth Powell       | Episodio 1.4                          |

### Narración/radio
| Año(s) | Título                           | Papel         | Notas                     |
| ------ | -------------------------------- | ------------- | ------------------------- |
| 2007   | Ying Tong: a Walk with the Goons | Harry Secombe | Radioteatro de Roy Smiles |
| 2009   | The Dead Line                    | Rhys Williams | Radioteatro de Torchwood  |
| 2011   | The Devil and Miss Carew         | Rhys Williams | Radioteatro de Torchwood  |
| 2011   | Ghost Train                      | Narrator      | Audiolibro de Torchwood   |
| 2011   | Department X                     | Narrator      | Audiolibro de Torchwood   |
| 2011   | First Born                       | Narrator      | Audiolibro de Torchwood   |
| 2012   | Army of One                      | Narrator      | Audiolibro de Torchwood   |

### Teatro
| Año(s) | Título                     | Papel         | Notas                        |
| ------ | -------------------------- | ------------- | ---------------------------- |
| 1998   | La tempestad               | Ariel         | Performed at Stafford Castle |
| 2005   | Life of Ryan... and Ronnie | Ronnie        |                              |
| 2006   | A Chorus Of Disapproval    | Crispin Usher |                              |
| 2008   | Adam & Steve               | Adam          |                              |
| 2012   | Como gustéis               | Charles       | Clwyd Theatr Cymru           |